# Підрахунок фотонів

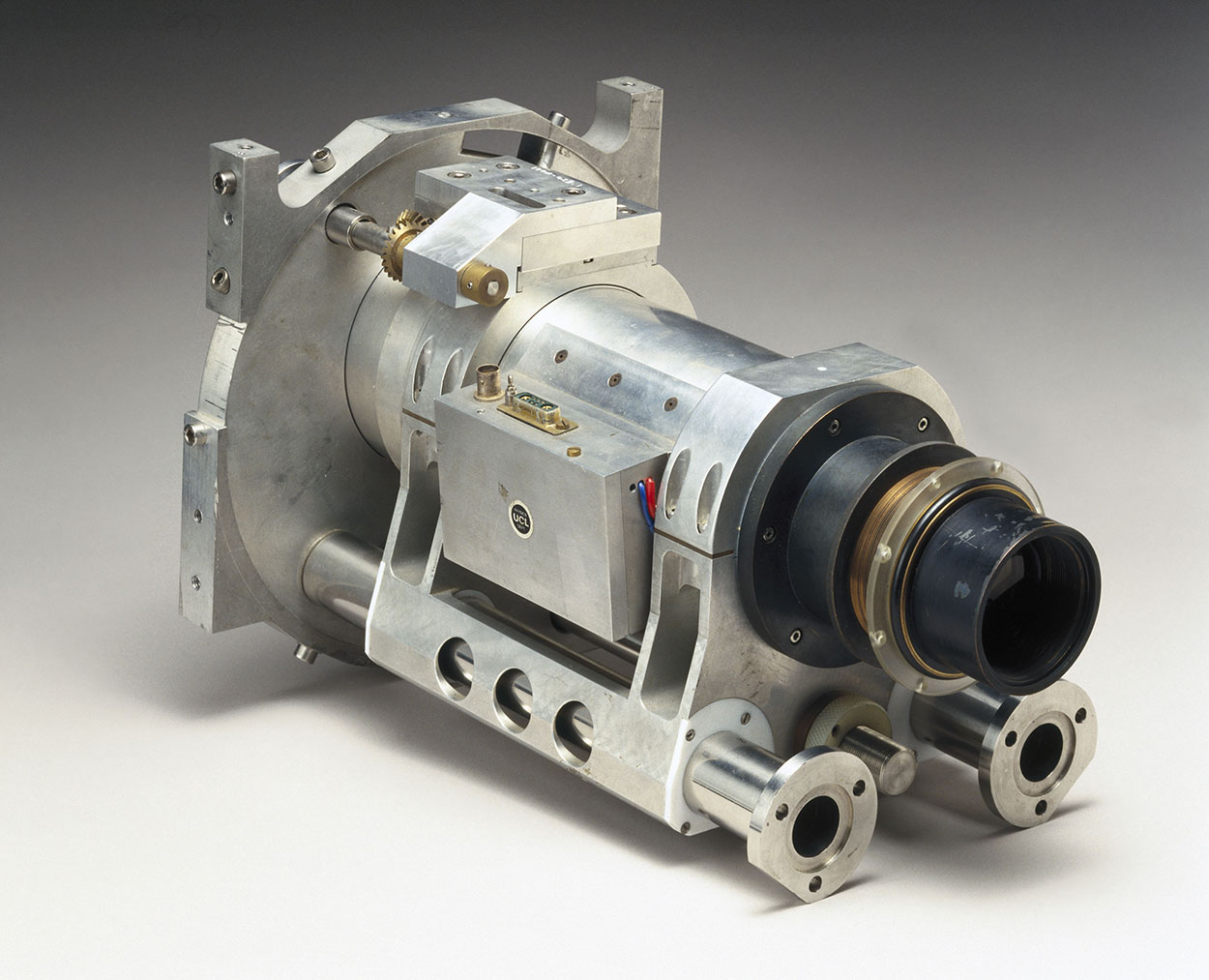
Прототип однофотонного детектора, який був використаний на 200-дюймовому телескопі Гейла. Космічний телескоп Габбл має подібний детектор.

Підрахунок фотонів — це техніка, при якій індивідуальні фотони підраховуються за допомогою детектора одиничних фотонів(ДОФ). На відміну від звичайного фотодетектора, який генерує аналоговий сигнал, пропорційний потоку фотонів, однофотонний детектор видає імпульс сигналу кожного разу, коли виявляється фотон. Підраховується загальна кількість імпульсів (але не їх амплітуда), що дає ціле число виявлених фотонів за період вимірювання. Ефективність підрахунку визначається квантовою ефективністю та будь-якими електронними втратами, які присутні в системі.
Багато фотоприймачів можна налаштувати на виявлення окремих фотонів, кожен з яких має відносні переваги та недоліки. До загальних типів належать фотоелектронні помножувачі, лічильники Гейгера, однофотонні лавинні діоди, детектори одиничних фотонів на основі надпровідних нанодротів, давачі на крайовому переході, та сцинтиляційні лічильники. Прилади із зарядовим зв'язком також іноді можна використовувати.

## Переваги
Підрахунок фотонів усуває шум підсилення, де константа пропорційності між вихідним аналоговим сигналом і кількістю фотонів змінюється випадково. Таким чином, коефіцієнт шуму викидів детектора підрахунку фотонів дорівнює одиниці, а досяжне відношення сигнал / шум для фіксованої кількості фотонів зазвичай буде вищим, ніж якби той самий детектор працював підрахунок фотонів.
Підрахунок фотонів може покращити роздільну здатність у часі. У звичайному детекторі кілька фотонів, що надходять, генерують перекриття імпульсних відгуків, обмежуючи часову роздільну здатність приблизно до часу спрацювання детектора. Однак, якщо відомо, що був виявлений одиночний фотон, можна оцінити центр імпульсної реакції, щоб точно визначити час надходження фотона. Використовуючи корельований за часом підрахунок фотонів, часову роздільну здатність менше 25 пс було продемонстровано за допомогою детекторів з часом спрацювання більше ніж у 20 разів довшим.

## Недоліки
Однофотонні детектори, як правило, обмежуються виявленням по одному окремому фотону за раз, і для скидання може знадобитися «мертвий час» між подіями виявлення. Якщо протягом цього інтервалу надходять додаткові фотони, можливе їх може невиявлення. Отже, максимальна кількість світла інтенсивність, яку можна точно підрахувати, як правило, дуже низька. Зображення або вимірювання, що складаються з низької кількості фотонів, мають внутрішньо низьке відношення сигнал / шум через дробовий шум, спричинений тим, що випадково змінюється кількість випромінюваних фотонів. Цей ефект менш виражений у звичайних детекторах, які можуть одночасно виявляти велику кількість фотонів, пом'якшуючи дробовий шум. Тому відношення сигнал / шум з підрахунком фотонів, як правило, набагато нижче, ніж при звичайному виявленні, і отримання корисних зображень може вимагати дуже тривалого часу для накопичення фотонів.

## Застосування
Використання однофотонних детекторів корисно в багатьох сферах, зокрема
- оптоволоконний зв'язок,
- квантова інформатика,
- квантове шифрування,
- медична візуалізація,
- виявлення та вимірювання дальності за допомогою світла,
- секвенування ДНК,
- астрофізика, і
- матеріалознавство.[1]

### Медицина
У радіології одним з основних недоліків рентгенівського зображення є негативний вплив іонізуючого випромінювання. Незважаючи на те, що ризик невеликого опромінення (яке використовується у більшості медичних знімків) вважається дуже малим, завжди застосовується принцип радіаційного захисту «настільки низько, наскільки це можливо» (ALARP). Одним із способів зменшення експозиції є зробити рентгенівські детектори максимально ефективними, щоб можна було використовувати нижчі дози для однакової якості діагностичного зображення. Детектори для підрахунку фотонів можуть допомогти завдяки їх здатності легше відкидати шум та іншим перевагам порівняно із звичайними інтегруючими (підсумовуючими) детекторами.
Мамографія з підрахунком фотонів була представлена в комерційній галузі в 2003 році. Хоча такі системи не широко поширені, є деякі дані про здатність виробляти порівнянні зображення при приблизно 40 % меншій дозі для пацієнта, ніж інші цифрові мамографічні системи з плоско-панельним детектором . Потім була розроблена технологія для розрізнення енергій фотонів, так звана спектральна візуалізація, з можливістю подальшого покращення якості зображення, та розрізнення різних типів тканин. Комп’ютерна томографія з підрахунком фотонів — ще одна ключова сфера інтересів, яка швидко розвивається і знаходиться на межі придатності до рутинного клінічного використання.

### Флуоресцентна прижиттєва мікроскопія
Корельований за часом підрахунок фотонів точно реєструє час прибуття окремих фотонів, дозволяючи вимірювати пікосекундні різниці в масштабі часу в моментах прибуття фотонів, генерованих флуоресценцією, фосфоресценцією або іншими хімічними процесами, що випромінюють світло, забезпечуючи додаткову молекулярну інформацію про зразки. Застосування корельованого за часом підрахунку фотонів дозволяє відносно повільним детекторам вимірювати надзвичайно незначні різниці в часі, які могли б бути затемнені перекриванням імпульсних реакцій, якщо одночасно падали кілька фотонів.

### ЛІДАР
Деякі імпульсні системи ЛІДАР працюють в режимі підрахунку одиничних фотонів за допомогою корельованого за часом підрахунку фотонів для досягнення більш високої роздільної здатності.

## Виміряні величини
Кількість фотонів, що спостерігаються за одиницю часу, дорівнює потоку фотонів. Потік фотонів на одиницю площі, якщо фотони падають на поверхню — це опроміненість, або, якщо розглядається випромінювання фотонів із джерела широкої площі, — енергетична світність. Потік на одиницю тілесного кута дорівнює силі випромінення. Потік на одиницю площі джерела на одиницю тілесного кута — це енергетична яскравість .